# 蔚山級巡防艦
蔚山級巡防艦 (Ulsan class frigate)是大韓民國海軍現役巡防艦，同级舰9艘。1970年代在朴正熙時代推動自製造艦計畫，由現代重工在美國JJMA公司(John J. McMullen Associates, Incorporated)協助下完成，計畫代號HDF-2000巡防艦。

## 概要
蔚山級在1970年代設計時，韓方極度重視船隻的火力及速度，因此在相關硬體上可謂極度充沛；蔚山級艦體尺寸僅需1具LM-2500即可提供30節航速，但安裝了2具LM-2500後，使蔚山級極速可達34節；雖然航速傲視群倫，但艦體噪音問題也為近海反潛帶來一定缺陷。
蔚山級武裝配置思想上延續東海級巡邏艦，採用大量火炮爭取近岸交火優勢，因此配置了2門76快炮、3座雙連裝中口徑快炮，搭配魚叉飛彈，在黃海與日本海沿岸具備強勁的反水面戰力，艦上的偵蒐與射控裝備則以歐洲系統居多。 
本級艦另一項受爭議是上層結構用傳統的鋁合金材料沒有記取福島戰爭的教訓，顯是為了盡可能將重量餘裕用來配置更多武裝，所以降低上層構造重量，但易燃易熔抵抗戰損能力差；同時因為塞入過多武裝，蔚山級的耐海性比外界所知的更加惡劣，在浪高超過4公尺以上（6級海象）即需返港避風，且上層鋁質結構強度不足，在2000年後陸續出現龜裂狀況，因此在2006年後韓國海軍逐漸將蔚山級撤出一線任務，轉為訓練艦運用。

## 同級艦艇
| 舷號     | 艇名              | 建造商   | 下水日期       | 服役日期       | 退役日期/現狀  |
| 第一批次 |                   |          |                |                |                |
| FF-951   | 蔚山號 (Ulsan)    | 現代重工 | 1980年4月8日   | 1980年12月30日 | 2014年12月30日 |
| FF-952   | 首爾號 (Seoul)    | 現代重工 | 1984年4月24日  | 1985年6月30日  | 2015年12月31日 |
| FF-953   | 忠南號 (Chungnam) | 釜山 SEC | 1984年10月26日 | 1986年6月1日   | 2017年12月27日 |
| FF-955   | 馬山號 (Masan)    | 達科瑪   | 1984年10月26日 | 1985年7月20日  | 2019年12月24日 |
| 第二批次 |                   |          |                |                |                |
| FF-956   | 慶北號(Kyeongbuk) | 大宇造船 | 1986年1月15日  | 1986年5月30日  | 2019年12月24日 |
| 第三批次 |                   |          |                |                |                |
| FF-957   | 全南號 (Jeonnam)  | 現代重工 | 1988年4月19日  | 1988年6月17日  | 2022年12月30日 |
| FF-958   | 濟州號 (Cheju)    | 大宇造船 | 1988年5月3日   | 1990年1月1日   | 2022年12月30日 |
| FF-959   | 釜山號 (Busan)    | 現代重工 | 1992年2月20日  | 1993年1月1日   | 服役中         |
| FF-961   | 清州號 (Cheongju) | 大宇造船 | 1992年3月20日  | 1993年6月1日   | 服役中         |

## 事故
2003年9月本級艦的濟州號(FFK-958)曾在航行途中發生火災事故。
2007年12月本級艦全南號（FFK-761）發生重油外洩事故。

## 外銷
2001年6月，孟加拉国海军採購以蔚山級艦為基礎改良的班加班德胡級巡防艦（2009年易名BNS Bangabandhu），因採購過程中涉嫌貪污和設計缺陷等爭議因而延宕至2007年服役。

## 參看
- 拉法葉軍購案

## 外部連結
- globalsecurity.org （页面存档备份，存于）